# Philippe Yerna
Philippe Yerna ) (Rocourt, 9 november 1965) is een Belgisch syndicalist en bestuurder.

## Levensloop
Yerna werd secretaris-generaal van de ACV-vakbondscentrale Voeding en Diensten. Hij werd in 2013 voorzitter van het Waals ACV in opvolging van Jean-Marie Constant, een functie die hij uitoefende tot 2017. Hij werd in deze hoedanigheid opgevolgd door Bruno Antoine.